# スティーペ・ミオシッチ
スティーペ・ミオシッチ（Stipe Miocic、1982年8月19日 - ）は、アメリカ合衆国の男性元総合格闘家。オハイオ州ユークリッド出身。ストロングスタイル・ファイトチーム所属。元UFC世界ヘビー級王者。

## 来歴
オハイオ州ユークリッドでクロアチア人の両親の間に生まれた。高校時代は、野球、アメリカンフットボール、レスリングで活躍。各地の大学から8つのスカウト状が届くスポーツエリートであった。進学したクリーブランド州立大学とトレヴェッカ・ナザレン大学でも野球で活躍。州代表に選出され三塁手を務め、4年時には打率.344、ホームラン7本の活躍を収めると、メジャーリーグベースボールのスカウトから声がかかった。
ダン・ボビッシュの練習相手をしたことがきっかけで総合格闘技に興味を持つようになる。
2006年8月3日、アマチュア総合格闘技デビュー戦で勝利を収め、5連勝を記録する。
2009年、コーチにアマチュアボクシングをやってみようと誘いを受け、アマチュアボクシングデビュー戦になったクリーブランド・ゴールデングローブでいきなり優勝を果たす。ナショナル・ゴールデングローブでは、後にプロボクシングで世界王座に挑戦するブライアント・ジェニングスに準々決勝で敗れた。
2010年2月20日、プロ総合格闘技デビュー戦で勝利を収める。その後、小規模大会で6戦6勝6KO・TKOを記録。

### UFC
2011年10月8日、UFC初参戦となったUFC 136でジョーイ・ベルトランと対戦し、3-0の判定勝ちを収めた。
2012年2月15日、UFC on Fuel TV 1でフィル・デ・フライズと対戦し、スタンドパンチ連打で1RKO勝ち。ノックアウト・オブ・ザ・ナイトを受賞した。
2012年9月29日、UFC on Fuel TV 5でステファン・ストルーフェと対戦。2Rにスタンドパンチ連打でTKO負け。デビューからの無敗記録が途絶えたものの、ファイト・オブ・ザ・ナイトを受賞した。
2013年6月15日、UFC 161でヘビー級ランキング5位のロイ・ネルソンと対戦し、終始優勢に試合を進め、3-0の判定勝ち。
2014年1月25日、UFC on FOX 10でヘビー級ランキング12位のガブリエル・ゴンザーガと対戦し、3-0の判定勝ち。
2014年5月31日、UFC Fight Night: Miocic vs. Maldonadoでファビオ・マルドナドと対戦し、右ストレートからのパウンドで開始35秒のTKO勝ち。パフォーマンス・オブ・ザ・ナイトを受賞した。当初は同大会でジュニオール・ドス・サントスと対戦予定であったが、ドス・サントスが拳を負傷し欠場した。
2014年12月13日、UFC on FOX 13で前UFC世界ヘビー級王者でヘビー級ランキング2位のジュニオール・ドス・サントスと対戦し、一進一退の攻防を繰り広げたが、僅差で0-3の5R判定負け。タイトル戦線から一歩退くも、ファイト・オブ・ザ・ナイトを受賞した。
2015年5月10日、UFC Fight Night: Miocic vs. Huntにて、ヘビー級ランキング5位のマーク・ハントと対戦。全局面でハントを圧倒し、5RにパウンドでTKO勝ち。
2016年1月2日、UFC 195でヘビー級ランキング2位のアンドレイ・アルロフスキーと対戦。右ストレートでぐらつかせ、追撃の右フックでダウンを奪いパウンドで開始54秒のTKO勝ち。パフォーマンス・オブ・ザ・ナイトを受賞した。試合後には、ケージサイドのダナ・ホワイトに詰め寄りタイトル挑戦をアピールした。

#### UFC世界王座獲得
2016年5月14日、UFC 198のUFC世界ヘビー級タイトルマッチで王者ファブリシオ・ヴェウドゥムに挑戦。前進したヴェウドゥムにカウンターの右ショートフックでダウンを奪い1RKO勝ち。王座獲得に成功し、パフォーマンス・オブ・ザ・ナイトを受賞した。当初は、UFC 196でヴェウドゥムに挑戦予定であったが、ヴェウドゥムが怪我で欠場したため、同大会に延期されていた。
2016年9月10日、地元オハイオ州のクリーブランドで開催されたUFC 203のUFC世界ヘビー級タイトルマッチでヘビー級ランキング3位の挑戦者アリスター・オーフレイムと対戦。序盤に左ストレートでダウンを奪われ、ギロチンチョークを極められかけたものの、脱出した後は打撃で巻き返して、最後は関節蹴りを放ったオーフレイムの脚をキャッチしテイクダウンを奪い、パウンドで1RKO勝ち。王座の初防衛に成功し、ファイト・オブ・ザ・ナイトを受賞した。
2017年5月13日、UFC 211のUFC世界ヘビー級タイトルマッチでヘビー級ランキング4位の挑戦者ジュニオール・ドス・サントスと再戦し、右ストレートでダウンを奪いパウンドで1RTKO勝ち。約2年半越しのリベンジを果たすと共に2度目の王座防衛に成功し、パフォーマンス・オブ・ザ・ナイトを受賞した。
2018年1月20日、UFC 220のUFC世界ヘビー級タイトルマッチでヘビー級ランキング1位のフランシス・ガヌーと対戦。試合前のオッズはガヌー有利とされていたが、試合ではガヌーの大振りの打撃を悉く交わし、テイクダウンとグラウンドの攻防で終始圧倒。ジャッジ3者が50-44を付けるほどの一方的な内容で3-0の5R判定勝ちを収め、UFCヘビー級新記録となる3度目の王座防衛に成功した。

#### 世界王座陥落
2018年7月7日、UFC 226のUFC世界ヘビー級タイトルマッチで一階級下のUFC世界ライトヘビー級王者ダニエル・コーミエの挑戦を受ける。序盤は打撃とクリンチでプレッシャーを掛け、レスリングでオリンピックに出場したコーミエからテイクダウンを奪ったものの、徐々に打撃で巻き返され、1R終盤にクリンチ際の右ショートフックでダウンを喫し、追撃のパウンドでKO負け。4度目の王座防衛に失敗し、王座から陥落した。

#### UFC世界王座奪還
2019年8月17日、UFC 241のUFC世界ヘビー級タイトルマッチで王者ダニエル・コーミエと再戦。1Rにテイクダウンを奪われると、グラウンドの攻防で劣勢に立たされ、2R以降も手数とスピーディーな打撃にやや押され気味の展開となるも、3Rから徐々に打撃で巻き返し、4Rに左ボディブローを再三レバーにヒットさせ、失速したコーミエに追撃のスタンドパンチ連打でTKO勝ち。リベンジを果たすとともに王座奪還に成功し、パフォーマンス・オブ・ザ・ナイトを受賞した。また、ミオシッチはこの試合で同年のUFCカムバック・オブ・ザ・イヤーを受賞した。
2020年8月15日、UFC 252のUFC世界ヘビー級タイトルマッチでヘビー級ランキング1位の挑戦者ダニエル・コーミエとラバーマッチを行い、3-0の5R判定勝ち。王座の初防衛に成功した。

#### 世界王座陥落
2021年3月27日、UFC 260のUFC世界ヘビー級タイトルマッチでヘビー級ランキング1位の挑戦者フランシス・ガヌーと約3年2カ月ぶりに再戦。2Rに踏み込んでの左ジャブでダウンを奪われ、立ち上がった所にカウンターの右ストレートをヒットさせるものの、直後に左フックでKO負け。王座から陥落し、リベンジを許した。
2023年11月11日、UFC 295のUFC世界ヘビー級タイトルマッチで王者ジョン・ジョーンズに挑戦予定であったが、ジョーンズがスパーリング中に左大胸筋を断裂したため試合が中止になった。
2024年11月16日、約3年8カ月ぶりの復帰戦となったUFC 309のUFC世界ヘビー級タイトルマッチで王者ジョン・ジョーンズに挑戦し、3Rに脇腹への左スピニングバックキックでダウンを奪われ、パウンドでTKO負け。王座返り咲きに失敗し、試合後に引退を発表した。

## ファイトスタイル
パワー偏重のヘビー級において、ゴールデングローブを獲得したハイレベルなボクシングテクニックを持ち、相手を的確に捉えるストレート系のパンチを得意としている。また、レスリングで鍛えた体幹の強さを併せ持ち、クリンチやグラウンドでの攻防にも優れている。

## 人物 ・エピソード
- UFCヘビー級史上最多連続防衛記録となる3度の王座防衛と2度のヘビー級王座獲得に成功しており、ファイターや格闘技メディアからは「ヘビー級史上最高の選手」と称されることが多い[25][26][27]。
- ミオシッチと同じオハイオ州出身のラッパーであるマシン・ガン・ケリーのヒット曲「Till I Die」を入場曲にしており、UFC 220、UFC 226、UFC 260にはケリー本人がミオシッチの試合の観戦に訪れている[28]。また、プライベートでも幾度か面会を果たすなど親交が深い。
- 背中に「強力型戦闘隊」と漢字でタトゥーを入れている。これは所属ジム「ストロングスタイル・ファイトチーム」のチーム名を漢字に直訳したものであり、ミオシッチ以外にも同チームに所属する複数のファイターが同様のタトゥーを入れている。
- 総合格闘家と並行して消防士としても働いており、本人は「（消防士を辞めようと思ったことは）一度もないよ。辞める理由がない。人助けが好きだし、ファイターとしてのキャリアがどうなるか分からないし。仕事が大好きで、忙しいのが好きなんだ。」と語っている[29]。
- 2016年に結婚し、2018年に女児、2021年に男児を儲けている。

## クロアチアとの関係
- クロアチア系アメリカ人であり、UFCのユニフォーム制度が始まる前はクロアチアの国旗を模したトランクスを着用し、右足の甲にはクロアチアの国章のタトゥーを入れている[30]。尊敬する人物にはミルコ・クロコップを挙げており、ミルコ本人に声をかけられ、クロアチアでのトレーニングに参加したこともある。ミルコは2015年のインタビューで、ミオシッチについて「彼には間違いなく大きな未来が待っているだろう」と語っている[31]。
- UFC 220でフランシス・ガヌーに勝利し、UFCヘビー級新記録となる3度目の王座防衛に成功した際に、クロアチア大統領コリンダ・グラバル＝キタロヴィッチと同首相アンドレイ・プレンコヴィッチと面談し祝福を受けた[32][33]。またUFC 241でダニエル・コーミエからヘビー級王座を奪還した際には、クリーブランドのミオシッチがトレーニングしているジムをコリンダ・グラバル＝キタロヴィッチ大統領が訪れ、大統領のパンチをミオシッチがミットで受けるなどトレーニングを共にした[34][35]。

## 戦績
| 総合格闘技 戦績 | 総合格闘技 戦績 | 総合格闘技 戦績 | 総合格闘技 戦績 | 総合格闘技 戦績 | 総合格闘技 戦績 | 総合格闘技 戦績 |
| --------------- | --------------- | --------------- | --------------- | --------------- | --------------- | --------------- |
| 25 試合         | (T)KO           | 一本            | 判定            | その他          | 引き分け        | 無効試合        |
| 20 勝           | 15              | 0               | 5               | 0               | 0               | 0               |
| 5 敗            | 4               | 0               | 1               | 0               | 0               | 0               |

| 勝敗 | 対戦相手                     | 試合結果                                                   | 大会名                                                             | 開催年月日     |
| ×    | ジョン・ジョーンズ           | 3R 4:29 TKO（ボディへの左スピニングバックキック→パウンド） | UFC 309: Jones vs. Mocic 【UFC世界ヘビー級タイトルマッチ】         | 2024年11月16日 |
| ×    | フランシス・ガヌー           | 2R 0:52 KO（左フック）                                     | UFC 260: Miocic vs. Ngannou 2 【UFC世界ヘビー級タイトルマッチ】    | 2021年3月27日  |
| ○    | ダニエル・コーミエ           | 5分5R終了 判定3-0                                          | UFC 252: Miocic vs. Cormier 3 【UFC世界ヘビー級タイトルマッチ】    | 2020年8月15日  |
| ○    | ダニエル・コーミエ           | 4R 4:09 TKO（スタンドパンチ連打）                          | UFC 241: Cormier vs. Miocic 2 【UFC世界ヘビー級タイトルマッチ】    | 2019年8月17日  |
| ×    | ダニエル・コーミエ           | 1R 4:33 KO（右フック→パウンド）                            | UFC 226: Miocic vs. Cormier 【UFC世界ヘビー級タイトルマッチ】      | 2018年7月7日   |
| ○    | フランシス・ガヌー           | 5分5R終了 判定3-0                                          | UFC 220: Miocic vs. Ngannou 【UFC世界ヘビー級タイトルマッチ】      | 2018年1月20日  |
| ○    | ジュニオール・ドス・サントス | 1R 2:22 TKO（右ストレート→パウンド）                       | UFC 211: Miocic vs. dos Santos 2 【UFC世界ヘビー級タイトルマッチ】 | 2017年5月13日  |
| ○    | アリスター・オーフレイム     | 1R 4:27 KO（パウンド）                                     | UFC 203 :Miocic vs Overeem 【UFC世界ヘビー級タイトルマッチ】       | 2016年9月10日  |
| ○    | ファブリシオ・ヴェウドゥム   | 1R 2:47 KO（右フック）                                     | UFC 198: Werdum vs. Miocic 【UFC世界ヘビー級タイトルマッチ】       | 2016年5月14日  |
| ○    | アンドレイ・アルロフスキー   | 1R 0:54 TKO（右フック→パウンド）                           | UFC 195: Lawler vs. Condit                                         | 2016年1月2日   |
| ○    | マーク・ハント               | 5R 2:47 TKO（パウンド）                                    | UFC Fight Night: Miocic vs. Hunt                                   | 2015年5月10日  |
| ×    | ジュニオール・ドス・サントス | 5分5R終了 判定0-3                                          | UFC on FOX 13: dos Santos vs. Miocic                               | 2014年12月13日 |
| ○    | ファビオ・マルドナド         | 1R 0:35 TKO（右ストレート→パウンド）                       | UFC Fight Night: Miocic vs. Maldonado                              | 2014年5月31日  |
| ○    | ガブリエル・ゴンザーガ       | 5分3R終了 判定3-0                                          | UFC on FOX 10: Henderson vs. Thomson                               | 2014年1月25日  |
| ○    | ロイ・ネルソン               | 5分3R終了 判定3-0                                          | UFC 161: Evans vs. Henderson                                       | 2013年6月15日  |
| ×    | ステファン・ストルーフェ     | 2R 3:50 TKO（スタンドパンチ連打）                          | UFC on Fuel TV 5: Struve vs. Miocic                                | 2012年9月29日  |
| ○    | シェーン・デルロサリオ       | 2R 3:15 TKO（グラウンドでの肘打ち）                        | UFC 146: Dos Santos vs. Mir                                        | 2012年5月26日  |
| ○    | フィル・デ･フライズ          | 1R 0:43 KO（スタンドパンチ連打）                           | UFC on Fuel TV 1: Sanchez vs. Ellenberger                          | 2012年2月15日  |
| ○    | ジョーイ・ベルトラン         | 5分3R終了 判定3-0                                          | UFC 136: Edgar vs. Maynard 3                                       | 2011年10月8日  |
| ○    | ボビー・ブレンツ             | 2R 4:27 ギブアップ（ローキック）                           | NAAFS - Fight Night in the Flats 7 【NAAFSヘビー級タイトルマッチ】 | 2011年6月4日   |
| ○    | ウィリアム・ペン             | 1R 2:23 KO（パンチ）                                       | NAAFS - Caged Vengeance 9                                          | 2011年4月16日  |
| ○    | グレゴリー・メイナード       | 2R 1:43 TKO（パンチ連打）                                  | NAAFS - Night of Champions 2010                                    | 2010年12月4日  |
| ○    | ジェレミー・ホルム           | 1R 1:36 KO（パンチ連打）                                   | NAAFS - Rock N Rumble 4                                            | 2010年8月28日  |
| ○    | ポール・バリー               | 2R 1:32 TKO（パンチ連打）                                  | Moosin - God of Martial Arts                                       | 2010年5月21日  |
| ○    | コーリー・マリス             | 1R 0:17 TKO（パンチ連打）                                  | NAAFS - Caged Fury 9                                               | 2010年2月20日  |

## 獲得タイトル
- NAAFSヘビー級王座（2011年）
- 第19代UFC世界ヘビー級王座   (2016年)
- 第21代UFC世界ヘビー級王座（2019年）

## 表彰
- UFC ファイト・オブ・ザ・ナイト（3回）
- UFC パフォーマンス・オブ・ザ・ナイト（5回）
- UFC ノックアウト・オブ・ザ・ナイト（1回）
- UFC カムバック・オブ・ザ・イヤー（2019年/ダニエル・コーミエ戦）

## ペイ・パー・ビュー販売件数
| 開催年月日    | イベント                                                           | 販売件数   | 備考  |
| ------------- | ------------------------------------------------------------------ | ---------- | ----- |
| 2016年5月14日 | UFC 198: ファブリシオ・ヴェウドゥム vs. スティーペ・ミオシッチ     | 21万7千件  |       |
| 2016年9月10日 | UFC 203: スティーペ・ミオシッチ vs. アリスター・オーフレイム       | 45万件     |       |
| 2017年5月13日 | UFC 211: スティーペ・ミオシッチ vs. ジュニオール・ドス・サントス 2 | 30万件     |       |
| 2018年1月21日 | UFC 220: スティーペ・ミオシッチ vs. フランシス・ガヌー             | 35万件     |       |
| 2018年7月10日 | UFC 226: スティーペ・ミオシッチ vs. ダニエル・コーミエ 1           | 40万件     |       |
| 2019年8月17日 | UFC 241: ダニエル・コーミエ vs. スティーペ・ミオシッチ 2           | 45万件     |       |
| 2020年8月15日 | UFC 252: スティーペ・ミオシッチ vs. ダニエル・コーミエ 3           | 50万件以上 | ESPN+ |